# Le Moutherot
Le Moutherot là một xã của tỉnh Doubs, thuộc vùng Bourgogne-Franche-Comté, miền đông nước Pháp.

## Dân số
| Năm    | 1962 | 1968 | 1975 | 1982 | 1990 | 1999 | 2008                        |
| ------ | ---- | ---- | ---- | ---- | ---- | ---- | --------------------------- |
| Dân số | 20   | 23   | 30   | 37   | 61   | 78   | 97 sansdoublescomptes= 1962 |